# Renzo De Vecchi
Renzo De Vecchi (ur. 3 lutego 1894 w Mediolanie, zm. 14 maja 1967 tamże) – włoski piłkarz grający na pozycji lewego obrońcy. Zawodnik klubów A.C. Milan i Genoa CFC. Z reprezentacją Włoch dwukrotny uczestnik igrzysk olimpijskich. Nosił pseudonim „El Fioue del Signor” (mediolańskie Syn Boży), co miało odzwierciedlać jego nieprzeciętne umiejętności piłkarskie. Był jednym z najbardziej przepisowo grających włoskich zawodników w historii. W ciągu 17 sezonów gry w Genui został zaledwie raz wykluczony z boiska (według wielu obserwatorów była to bardzo kontrowersyjna decyzja sędziego). Jest najmłodszym graczem w historii reprezentacji Włoch – zadebiutował w drużynie narodowej w wieku 16 lat, 3 miesięcy i 23 dni.

## Przebieg kariery
De Vecchi rozpoczął swoją piłkarską karierę w roku 1908, trafiając w wieku 14 lat do młodzieżowej drużyny Milanu. W roku 1909 przeszedł do pierwszego zespołu tego klubu. W mistrzostwach Włoch zadebiutował 16 listopada w derbach Mediolanu przeciwko Ausonii, wygranych 2:1. Rok później, 26 maja, mając 16 lat, zadebiutował we włoskiej reprezentacji narodowej w meczu przeciwko Węgrom.
W mediolańskim zespole grał do sezonu 1912/1913, strzelając 7 bramek. W roku 1913 przeszedł do Genui CFC za 24 tysiące lirów (co zostało uznane za pierwszy profesjonalny transfer w historii piłki nożnej); W Genui De Vecchi rozpoczął pracę zawodową jako bankier (rozgrywki piłkarskie były jeszcze amatorskie).
Z Genuą De Vecchi zdobył 3 tytuły mistrzowskie – w sezonach 1914/1915, 1922/1923 i 1923/1924. Karierę zakończył w wieku 35 lat, w sezonie 1928/1929. W reprezentacji Włoch, w latach 1910–1925, rozegrał 43 spotkania nie strzelając w nich żadnej bramki. Brał z nią udział w igrzyskach olimpijskich w latach 1912, 1920 i 1924.
Po zakończeniu kariery sportowej w latach 1927–1930 był trenerem Genoi, następnie współpracował z piłkarskim czasopismem „Calcio Illustrato”. W roku 1939 został współtwórcą pierwszego rocznika słynnego włoskiego almanachu piłkarskiego - „Almanacco illustrato del calcio”.